# Heilige Schnur

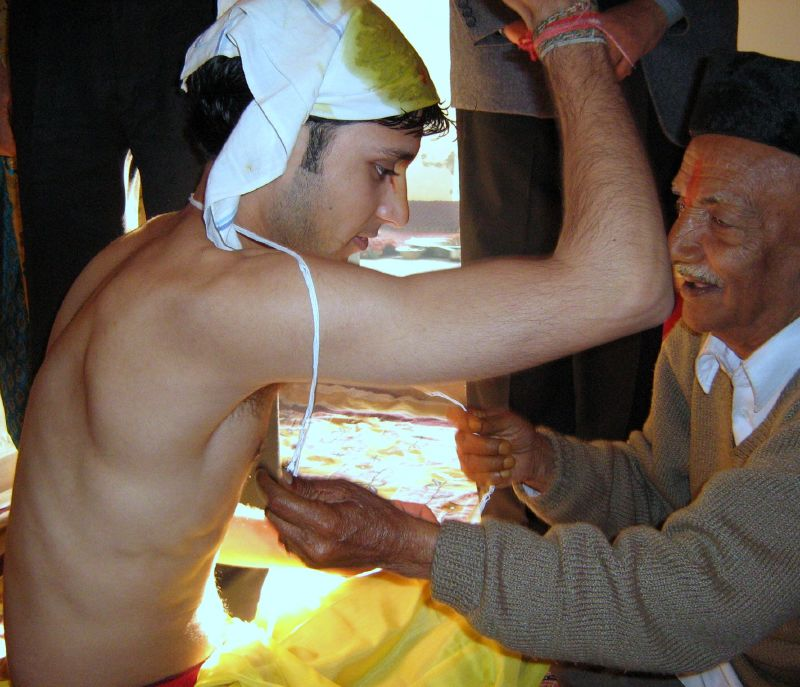
Ein junger Mann erhält bei seiner Initiation die Heilige Schnur umgelegt

Die Heilige Schnur oder Heilige Opferschnur (Sanskrit: यञ्जोपवीत yajñopavīta, Hindi: जनेऊ janeū) ist im Hinduismus das Kennzeichen der Initiation, die männliche Angehörige der oberen Kasten (Brahmanen, Kshatriyas und Vaishyas) durchlaufen. Sie wird im Rahmen der Initiationszeremonie (upanayana) verliehen und berechtigt ihren Träger zur Teilnahme am Opferritual. Die Heilige Schnur ist aus Baumwolle gefertigt und besteht aus drei verflochtenen Strängen. Sie wird in der Regel über der linken Schulter und unter dem rechten Arm getragen.